# Adelphailurus
Adelphailurus kansensis
Genre
Espèce
Adelphailurus est un genre fossile de félidés de la sous-famille des Machairodontinae et de la tribu des Metailurini.

## Historique
Une seule espèce est connue, Adelphailurus kansensis, décrite par Claude Hibbard en 1934,,.

## Aire géographique
Adelphailurus vivait dans l'Ouest de l'Amérique du Nord au Miocène supérieur, il y a entre 10,3 et 5,33 millions d'années (Ma).

## Description
Le corps avait la même forme que celui d'un puma. Les canines supérieures étaient longues et comprimées, ce qui rattache l'animal au groupe des Metailurini. Adelphailurus avait conservé une deuxième prémolaire supérieure, ce qui est inhabituel pour un félin.